# 1976 w Wojsku Polskim
Kalendarium Wojska Polskiego 1976 – wydarzenia w Wojsku Polskim w roku 1976.

## 1976
- przeprowadzono ćwiczenia taktyczne związków taktycznych poświęcone długotrwałym działaniom w trudnych warunkach[1]

## Styczeń
1 stycznia
- weszło w życie zarządzenie Nr 60/Sztab szefa Sztabu Generalnego WP z dnia 18 grudnia 1975 w sprawie utworzenia gospodarstw pomocniczych działających dla potrzeb budownictwa wojskowego; na mocy wspomnianego zarządzenia zostały zorganizowane:

Wojskowe Zakłady Remontowo-Budowlane - Rzeszów z siedzibą w Rzeszowie (WOW),
Wojskowe Zakłady Remontowo-Budowlane - Ełk z siedzibą w Ełku (WOW)
Wojskowe Zakłady Remontowo-Budowlane - Łódź z siedzibą w Łodzi (POW)
Wojskowe Zakłady Remontowo-Budowlane - Zielona Góra z siedzibą w Zielonej Górze (SOW)
12 stycznia
- odbyło się posiedzenie Rady Wyższego Szkolnictwa Wojskowego[1]

15 stycznia
- Główny Inspektor Techniki WP wydał zarządzenie Nr 2 w sprawie współzawodnictwa jednostek remontowych w siłach zbrojnych; na podstawie zarządzenia dowództwa okręgów wojskowych i rodzajów sił zbrojnych zostały zobowiązane do przeprowadzenia konkursu pod hasłem - „Mistrz Techniki Remontowej WP”, we wszystkich jednostkach remontowych[3]

## Luty
23 lutego
- weszło w życie zarządzenie Nr 4/MON Ministra Obrony Narodowej z dnia 16 stycznia 1976 w sprawie udziału wojska w Turnieju Młodych Mistrzów Techniki[4]

## Marzec
29 marca
- odbyła się odprawa kierowniczej kadry SZ

30 marca
- odbyła się narada kadry na temat racjonalnego gospodarowania w SZ[1]

## Kwiecień
1 kwietnia
- weszło w życie zarządzenie Nr 15 Prezesa Rady Ministrów z dnia 5 marca 1976 w sprawie utworzenia Wojskowego Instytutu Techniki Inżynieryjnej

14 kwietnia
- w Szczecinie odbyło się posiedzenie Rady Wojskowej MON[1]

## Maj
28 maja
- podniesiono banderę na okręcie szkolnym ORP „Wodnik”

## Czerwiec
28 czerwca
- opuszczono banderę na okręcie-muzeum ORP „Burza”.

## Lipiec
27 lipca
- w Poznaniu na rozszerzonym posiedzeniu Rady Wojskowej Wojsk Lotniczych generał dywizji pilot Henryk Michałowski przekazał obowiązki dowódcy Wojsk Lotniczych generałowi brygady pilotowi Tadeuszowi Krepskiemu[5]

## Sierpień
- rozpoczęły się badania selekcyjne pilotów wojskowych w Wojskowym Instytucie Medycyny Lotniczej w celu wyłonienia polskich kandydatów na kosmonautów[6]

6 sierpnia
- Rada Ministrów ustanowiła odznakę „Za Zasługi dla Obrony Cywilnej”

26 sierpnia
- zmarł generał brygady Roman Abraham

30 sierpnia
- zmarł plutonowy Władysław Baran, jeden z bohaterskich „Obrońców Westerplatte”

## Wrzesień
9 września

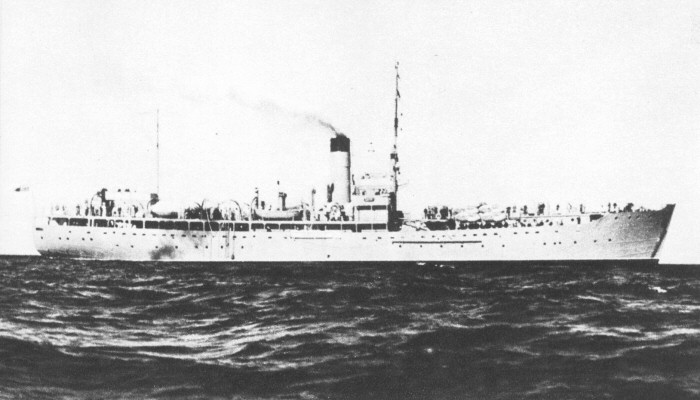
ORP Gryf

- w Polsce odbyło się ćwiczenie „Tarcza 76” z udziałem obserwatorów (oficerowie z Austrii, Finlandii, Szwecji i Danii)[1]

24 września
- ze służby wycofano okręt szkolny ORP „Gryf”

28 września
- rozpoczęła się Olimpiada Taktyczna Wojska Polskiego[1]

## Październik
1 października
- zakończyły się zawody Wojsk Obrony Powietrznej Kraju o tytuł „Mistrza Walki”[1]

5 października
- minister obrony narodowej wyróżnił 17 żołnierzy oraz jednego pracownika wojska i jedną osobę cywilną wpisem do „Honorowej Księgi Czynów Żołnierskich”

28 października
- rozpoczęła się doroczna odprawa i szkolenie kierowniczej kadry WP[1]
- MON wydał I dyrektywę do działalności na następne 5 lat[1]

## Grudzień
2 grudnia
- kandydaci na kosmonautów ppłk dypl. pil. Zenon Jankowski i mjr dypl. pil. Mirosław Hermaszewski złożyli wizytę w KC PZPR przed wyjazdem do Gwiezdnego Miasteczka w Moskwie[5]

31 grudnia
- ORP „Burza” został skreślony z listy floty i przeznaczony na poligon przeciwpożarowy